# ماریلیون
مریلیون (به انگلیسی: Marillion) نام گروه موسیقی راک اهل آیلزبری انگلستان بوده که از سال ۱۹۷۹ تاکنون مشغول فعالیت است.
این گروه تنها یک تغییر در ساختار خود داشت که در آن خواننده اول خود Fish جای خود را به استیو هوگارث (به انگلیسی: Steve Hogarth) داد.

## آلبوم‌ها
آلبوم‌های استودیویی
- Script for a Jester's Tear (1983)
- Fugazi (1984)
- Misplaced Childhood (1985)
- Clutching at Straws (1987)
- Seasons End (1989)
- Holidays in Eden (1991)
- Brave (1994)
- Afraid of Sunlight (1995)
- This Strange Engine (1997)
- Radiation (1998)
- marillion.com (1999)
- Anoraknophobia (2001)
- Marbles (2004)
- Somewhere Else (2007)
- Happiness Is the Road (2008)
- Less Is More (2009)
- Sounds That Can't Be Made (2012)
- Fuck Everyone and Run (F E A R) (2016)
- With Friends from the Orchestra (2019)
- An Hour Before It's Dark (2022)